# جامعة مينيسوتا الحكومية (مانكاتو)
جامعة منيسوتا الحكومية في مانكاتو (تعرف أيضاً بمنيسوتا الرسمية). جامعة عامة تقع في مانكاتو (مينيسوتا). تقع جنوب مينيابلوس (121 كم ). تعتبر ثاتي أعلى جامعة من ناحية عدد الطلاب في مينيسوتا. [بحاجة لمصدر]
تقدم الجامعة 130 برنامجاً جامعياً لمرحلة البكالوريس، 75 برنامج لدراسات العليا و 4 برامج لدكتوراه.